# Pales rubriventris
Pales rubriventris là một loài ruồi trong họ Tachinidae.